# Piotr Szut
Piotr Szut o Piotr Pst (en las ediciones en francés se usa la primera forma) es un personaje ficticio de las historietas de la serie Las aventuras de Tintín, del dibujante belga Hergé.
De origen estonio, aparece por primera vez en Stock de coque, como piloto de las fuerzas aéreas de Khemed cuya misión es hundir el barco en el que viajan Tintín y el Capitán Haddock. Sin embargo, su caza es derribado por Tintín, y el piloto es recogido en la "balsa" en la que navegan a la deriva los dos personajes principales. En esta aventura el apellido del piloto se cambia en la edición en castellano por Pst, para adaptar el gag de la edición francesa. Szut en francés se pronuncia igual que la interjección zut!, que denota indiferencia o desdén. Cuando el capitán Haddock pregunta al piloto derribado su nombre, éste responde: Szut. El capitán cree entonces que el piloto se está burlando de él y monta en cólera, amenazándole con una navaja que  hace estallar el chaleco salvavidas de Szut. Este, asustado, explica que su nombre es Szut, Piotr Szut (Pst en castellano), estonio...   
Pst vuelve a aparecer en Vuelo 714 para Sydney. Haddock se lo encuentra casualmente en el aeropuerto de Yakarta, y Pst es entonces el piloto del jet privado del millonario Laszlo Carreidas. Acompañará a Tintín y los demás personajes el resto de la aventura.
Piotr Pst es tuerto, lo que no deja de ser curioso en un piloto de avión.
- Datos: Q3314280